# Edgware
Edgware is een wijk in het Londense bestuurlijke gebied Barnet, in de regio Groot-Londen.

## Geboren
- Frank Williams (1931-2022), acteur